# Депорт (Техас)
Депорт (англ. Deport) — місто (англ. city) в США, в округах Ламар і Ред-Ривер штату Техас. Населення — 550 осіб (2020).

## Географія
Депорт розташований за координатами 33°31′45″ пн. ш. 95°19′3″ зх. д. / 33.52917° пн. ш. 95.31750° зх. д. (33.529148, -95.317422).  За даними Бюро перепису населення США в 2010 році місто мало площу 2,88 км², уся площа — суходіл.

## Демографія
Згідно з переписом 2010 року, у місті мешкало 578 осіб у 260 домогосподарствах у складі 159 родин. Густота населення становила 201 особа/км².  Було 307 помешкань (107/км²).
Расовий склад населення:
| - 92,9 % — білих - 1,7 % — чорних або афроамериканців - 1,0 % — корінних американців - 1,9 % — осіб інших рас |

До двох чи більше рас належало 2,4 %. Частка іспаномовних становила 4,5 % від усіх жителів.
За віковим діапазоном населення розподілялося таким чином: 19,9 % — особи молодші 18 років, 60,5 % — особи у віці 18—64 років, 19,6 % — особи у віці 65 років та старші. Медіана віку мешканця становила 43,5 року. На 100 осіб жіночої статі у місті припадало 95,3 чоловіків;  на 100 жінок у віці від 18 років та старших — 95,4 чоловіків також старших 18 років.
Середній дохід на одне домашнє господарство  становив 43 422 долари США (медіана — 42 721), а середній дохід на одну сім'ю — 51 774 долари (медіана — 48 500). За межею бідності перебувало 17,4 % осіб, у тому числі 23,9 % дітей у віці до 18 років та 16,3 % осіб у віці 65 років та старших.
Цивільне працевлаштоване населення становило 229 осіб. Основні галузі зайнятості: освіта, охорона здоров'я та соціальна допомога — 28,4 %, роздрібна торгівля — 15,7 %, виробництво — 11,4 %, будівництво — 10,5 %.